# كيث مورتون
كيث مورتون (بالإنجليزية: Keith Morton)‏ (11 أغسطس 1934 في المملكة المتحدة - نوفمبر 2021) هو لاعب كرة قدم بريطاني في مركز الهجوم. لعب مع كريستال بالاس ونادي سندرلاند ودارلينجتون إف سى.

## وصلات خارجية
- كيث مورتون على موقع قاعدة بيانات كرة القدم.إي يو (الإنجليزية)